# 케리 킹
케리 킹(Kerry Ray King, 1964년 6월 3일 ~ )은 미국의 음악가로, 슬레이어에서 보컬과 기타를 맡고 있다.